# 펠드먼 줄러
펠드먼 줄러(헝가리어: Feldmann Gyula; 1880년 11월 16일, 촌그라드처나드주 세게드 ~ 1955년 10월 31일, 부다페스트)는 헝가리의 전 축구 선수이자 감독이다.

## 선수 경력
그는 현역 시절에 넴제티 버이녹샤그 I의 넴제티와 MTK에서 활약했다.

## 감독 경력
몇몇 헝가리 구단에서 활약하던 그는 감독으로 취임해 1927년부터 1928년까지 MTK를 지도했다. 1928년, 그는 피오렌티나 사령탑으로 취임했고, 1931년에는 토니 카르녤리를 대신해 팔레르모를 지휘해 분홍-검정 군단(rosanero)의 세리에 A 승격을 이룩했다. 1934-35 시즌, 그는 암브로시아나-인테르 감독으로 임명되어 세리에 A 준우승의 성과를 냈다. 그러나, 그는 1935-36 시즌에 성적 부진으로 경질되었고, 후임으로 토리노의 감독이 복귀했다.
1938년, 그는 유고슬라비아 1부 리그를 계기로 유고슬라비야를 지휘하게 되었다. 그는 같은 해 7월에 네메시 카로이를 대신해 빌레크의 후임으로 바타 보로보를 맡았다.